# Clair de lune
Clair de lune é o terceiro movimento da Suite bergamasque, sendo composta em 1905 por Claude Debussy, tornando-se um dos maiores ícones da música erudita de todos os tempos.